# 孔子云
孔子云（？—？），会稽山阴人，孔子后裔，代次不详。
孔子云与吴郡张及都教授高深的学问，均官至五经博士、尚书祠部郎。